# استیون سوتر
استیون سوتر (انگلیسی: Steven Soter ) اخترفیزیکدان اهل ایالات متحده آمریکا است که در حال حاضر سمت های دانشمند مقیم برنامۀ مطالعات محیطی دانشگاه نیویورک و همکار تحقیقاتی گروه اخترفیزیک در موزه تاریخ طبیعی آمریکا را دارد.